# Полонянка (фільм, 2014)
Полонянка (англ. The Captive) — канадський трилер 2014 року режисера Атома Егояна. Фільм змагався за Золоту пальмову гілку в головній конкурсній секції на Каннському кінофестивалі 2014 року.

## Сюжет
Метью довелося пережити страшну трагедію: вісім років тому невідомі викрали його маленьку дочку. Злочинці не залишили жодних слідів, тому поліція так і не змогла їх знайти. Весь цей час він переживав втрату, але одного разу йому вдалося знайти невелику зачіпку, за допомогою якої може вийти на викрадачів. Через стільки часу у Метью з'явилася надія відшукати свою дитину, а також віра в те, що його дочка досі жива. Тепер Метью готовий піти на все, щоб знайти свою доньку, але чи зможе він вийти на злочинців і дізнатися про жахливу таємницю цього викрадення.

## У ролях
| Актор           | Роль                      |
| --------------- | ------------------------- |
| Раян Рейнольдс  | Метью Лейн                |
| Скотт Спідмен   | детектив Джеффрі Корнуолл |
| Розаріо Доусон  | детектив Ніколь Данлоп    |
| Мірей Інос      | Тіна Лейн                 |
| Кевін Дюранд    | Міка                      |
| Алексія Фаст    | Кассандра Лейн            |
| Пейтон Кеннеді  | молода Кассандра          |
| Брюс Грінвуд    | Вінс                      |
| Брендан Галл    | Тедді                     |
| Аарон Пул       | Майк                      |
| Джейсон Блікер  | Сем                       |
| Ейдан Шиплі     | Альберт                   |
| Ян Метьюз       | Віллі                     |
| Крістін Горн    | Вікі                      |
| Елла Баллентайн | Дженніфер                 |
| Джим Каларко    | менеджер                  |